# Marktturm Ballenstedt

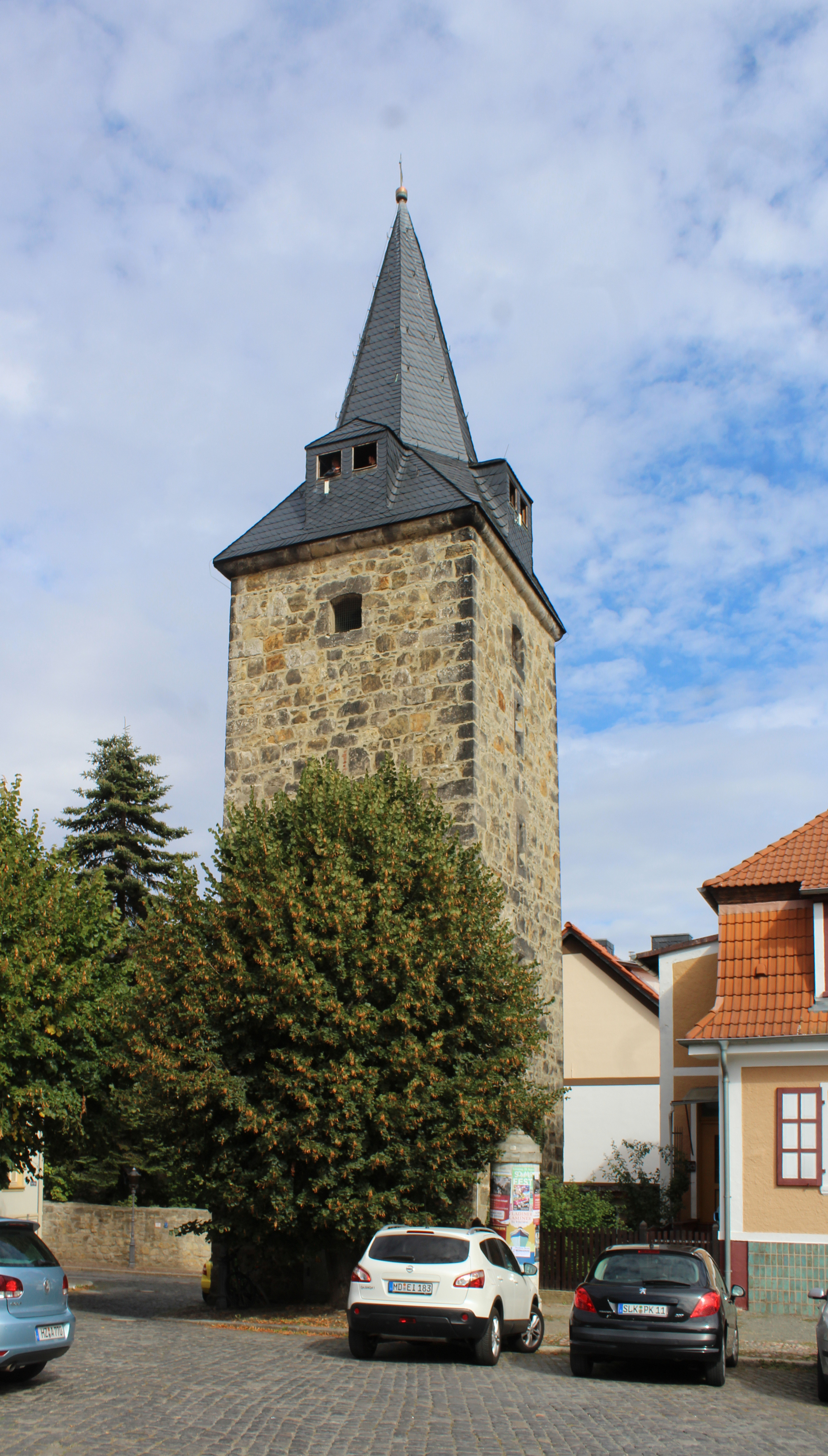
Marktturm Ballenstedt

Der Marktturm ist ein Glockenturm in der Stadt Ballenstedt im Landkreis Harz in Sachsen-Anhalt.

## Lage
Der Marktturm steht an der Nordseite des Alten Marktes von Ballenstedt, nordöstlich vom Alten Rathaus.

## Geschichte und Gestalt
Während die beiden Stadttortürme vom Untertor (nördlich) und Obertor (westlich) relativ sicher in die Mitte des 16. Jahrhunderts datiert werden können, kann man beim Marktturm annehmen, dass er etwas früher im 16. Jahrhundert als Glockenturm errichtet wurde. Da Ballenstedt schon im Jahr 1457, also fast 100 Jahre vor dem Stadtprivileg erstmals Flecken genannt wird, demnach das Marktrecht, aber noch keine Stadtmauer besaß, dürfte der Turm auch Schutzfunktion für diesen Marktort gehabt haben. Spätestens aber mit der Stadtwerdung um das Jahr 1544 wurde dieser Turm errichtet.
Er war Teil der Stadtbefestigung und besitzt Schießscharten auf halber Höhe. Der quadratische Bruchsteinturm war ehemals verputzt. Der Eingang ist an der Westseite (Pfortenstraße), Fensteröffnungen finden sich an allen Seiten im oberen gemauerten Bereich – sowie im unteren Bereich des achtseitigen Spitzhelms als Zwerchhäuser.

## Nutzung
Bis zum Jahr 1840 diente der Turm nicht nur als Träger der Ratsglocken, sondern auch als Stadtgefängnis. Zudem befand sich bis zum Jahr 1820 der Pranger am Turm. Heute dient er hauptsächlich als Aussichtsturm. Er steht als Baudenkmal unter Denkmalschutz und ist im Denkmalverzeichnis mit der Nummer 094 50189 erfasst.